# روابط خارجی لسوتو
موقعیت جغرافیایی لسوتو این کشور را به شدت در برابر تحولات سیاسی و اقتصادی آفریقای جنوبی آسیب‌پذیر می‌سازد. پایتخت آن شهر کوچک ماسرو است. لسوتو عضو چندین سازمان اقتصادی منطقه‌ای از جمله جامعه توسعه جنوب آفریقا و اتحادیه گمرکی جنوب آفریقا است. این کشور همچنین در سازمان‌هایی مانند سازمان ملل متحد، سازمان وحدت آفریقا (که اکنون به اتحادیه آفریقا تغییر یافته است)، جنبش عدم تعهد و بسیاری نهادهای بین‌المللی دیگر نیز فعال است.
در کنار کشورهایی مانند کره جنوبی، ایالات متحده آمریکا، آفریقای جنوبی، ایرلند، جمهوری خلق چین، لیبی و اتحادیه اروپا که همگی در حال حاضر دارای نمایندگی دیپلماتیک مقیم در لسوتو هستند، روابط خارجی لسوتو از سوی وزارت امور خارجه و روابط بین‌الملل (لسوتو) اداره می‌شود.
لسوتو از دیرباز روابط نزدیکی با کشورهای غربی از جمله ایرلند (بزرگ‌ترین اهداکننده کمک‌های دوجانبه به لسوتو)، ایالات متحده، بریتانیا، آلمان و دیگر کشورها داشته است. هرچند لسوتو در سال ۱۹۹۰ تصمیم به قطع روابط با جمهوری خلق چین و برقراری روابط با جمهوری چین (معروف به تایوان) گرفت، اما این کشور در سال ۱۹۹۴ روابط خود را با جمهوری خلق چین از سر گرفت.

## روابط دیپلماتیک
فهرست کشورهایی که لسوتو با آنها روابط دیپلماتیک دارد 
| #   | کشور                       | تاریخ           |
| --- | -------------------------- | --------------- |
| ۱   | بریتانیا                   | ۴ اکتبر ۱۹۶۶    |
| ۲   | ایالات متحده آمریکا        | ۴ اکتبر ۱۹۶۶    |
| ۳   | اسرائیل                    | ۴ اکتبر ۱۹۶۶    |
| ۴   | غنا                        | ۲۴ نوامبر ۱۹۶۶  |
| ۵   | کره جنوبی                  | ۷ دسامبر ۱۹۶۶   |
| ۶   | دانمارک                    | ۱۹۶۶            |
| —   | سریر مقدس                  | ۱۱ مارس ۱۹۶۷    |
| ۷   | کانادا                     | ۲۷ آوریل ۱۹۶۷   |
| ۸   | ایتالیا                    | ژوئن ۱۹۶۷       |
| ۹   | فرانسه                     | ۲۱ اوت ۱۹۶۷     |
| ۱۰  | سوئیس                      | ۲۲ اوت ۱۹۶۷     |
| ۱۱  | بلژیک                      | ۲۴ اوت ۱۹۶۷     |
| ۱۲  | اتریش                      | ۱۹۶۷            |
| ۱۳  | آلمان                      | ۱۵ فوریه ۱۹۶۸   |
| ۱۴  | هلند                       | ۲۲ فوریه ۱۹۶۸   |
| ۱۵  | سوئد                       | ۲۹ مه ۱۹۶۸      |
| ۱۶  | کنیا                       | ۲۰ ژوئن ۱۹۶۸    |
| ۱۷  | اوگاندا                    | ۴ اکتبر ۱۹۶۸    |
| ۱۸  | لیبریا                     | ۲۰ اکتبر ۱۹۶۸   |
| ۱۹  | سیرالئون                   | ۲۲ اکتبر ۱۹۶۸   |
| ۲۰  | ساحل عاج                   | ۲۸ اکتبر ۱۹۶۸   |
| ۲۱  | کامرون                     | ۲۹ اکتبر ۱۹۶۸   |
| ۲۲  | تانزانیا                   | ۲۳ ژانویه ۱۹۷۱  |
| ۲۳  | هند                        | ۸ ژوئن ۱۹۷۱     |
| ۲۴  | ژاپن                       | ۲۹ جولای ۱۹۷۱   |
| ۲۵  | نیجریه                     | نوامبر ۱۹۷۱     |
| ۲۶  | ایران                      | ۱۵ دسامبر ۱۹۷۱  |
| ۲۷  | ماداگاسکار                 | ۱۷ دسامبر ۱۹۷۱  |
| ۲۸  | صربستان                    | ۲۵ سپتامبر ۱۹۷۲ |
| ۲۹  | بوتسوانا                   | آوریل ۱۹۷۳      |
| ۳۰  | کویت                       | ۳۰ آوریل ۱۹۷۳   |
| ۳۱  | مصر                        | ۳۱ مه ۱۹۷۳      |
| ۳۲  | استرالیا                   | ۹ جولای ۱۹۷۳    |
| ۳۳  | زامبیا                     | ۱۹ سپتامبر ۱۹۷۳ |
| ۳۴  | رومانی                     | ۱ مه ۱۹۷۵       |
| ۳۵  | امارات متحده عربی          | ۸ جولای ۱۹۷۵    |
| ۳۶  | موزامبیک                   | ۹ سپتامبر ۱۹۷۵  |
| ۳۷  | مکزیک                      | ۱۴ نوامبر ۱۹۷۵  |
| ۳۸  | برزیل                      | ۳ دسامبر ۱۹۷۵   |
| ۳۹  | اسواتینی                   | ۱۲ فوریه ۱۹۷۶   |
| ۴۰  | پرتغال                     | ۲۹ مارس ۱۹۷۶    |
| ۴۱  | اسپانیا                    | ۳ مه ۱۹۷۶       |
| ۴۲  | نروژ                       | ۸ مه ۱۹۷۶       |
| ۴۳  | بحرین                      | ۲۴ جولای ۱۹۷۶   |
| ۴۴  | مالاوی                     | ۴ سپتامبر ۱۹۷۶  |
| ۴۵  | یونان                      | ۳۱ ژانویه ۱۹۷۷  |
| ۴۶  | لهستان                     | ۲۰ دسامبر ۱۹۷۸  |
| ۴۷  | فنلاند                     | ۱ فوریه ۱۹۷۹    |
| ۴۸  | کوبا                       | ۱۴ ژوئن ۱۹۷۹    |
| ۴۹  | گویان                      | ۲۵ اوت ۱۹۷۹     |
| ۵۰  | جامائیکا                   | ۱۹ اکتبر ۱۹۷۹   |
| ۵۱  | گینه                       | ۱ نوامبر ۱۹۷۹   |
| ۵۲  | باربادوس                   | ۲۵ نوامبر ۱۹۷۹  |
| ۵۳  | روسیه                      | ۱ فوریه ۱۹۸۰    |
| ۵۴  | آلبانی                     | ژوئن ۱۹۸۰       |
| ۵۵  | بلغارستان                  | ۱۰ جولای ۱۹۸۰   |
| ۵۶  | کره شمالی                  | ۱۹ جولای ۱۹۸۰   |
| ۵۷  | اتیوپی                     | ۲۲ جولای ۱۹۸۰   |
| ۵۸  | جمهوری دموکراتیک کنگو      | ۶ نوامبر ۱۹۸۰   |
| ۵۹  | ترکیه                      | ۱۹۸۰            |
| ۶۰  | زیمبابوه                   | ۱ جولای ۱۹۸۲    |
| ۶۱  | جمهوری چک                  | ۷ نوامبر ۱۹۸۲   |
| ۶۲  | عراق                       | ۱۹۸۲            |
| ۶۳  | بنگلادش                    | ۴ مارس ۱۹۸۳     |
| ۶۴  | مجارستان                   | ۲۹ مارس ۱۹۸۳    |
| ۶۵  | چین                        | ۳۰ آوریل ۱۹۸۳   |
| ۶۶  | نیکاراگوئه                 | ۱۴ ژوئن ۱۹۸۳    |
| ۶۷  | ونزوئلا                    | ۲۶ ژوئن ۱۹۸۳    |
| ۶۸  | ایسلند                     | ۲۴ اوت ۱۹۸۳     |
| ۶۹  | الجزایر                    | ۱۹۸۳            |
| ۷۰  | آنگولا                     | ۱۹۸۳            |
| ۷۱  | رواندا                     | ۱۹۸۳            |
| ۷۲  | پاکستان                    | ۴ جولای ۱۹۸۴    |
| ۷۳  | مغولستان                   | ۲ جولای ۱۹۸۵    |
| ۷۴  | باهاما                     | ۱۹۸۷            |
| ۷۵  | مالزی                      | ۳۱ مارس ۱۹۸۸    |
| ۷۶  | تایلند                     | ۱۷ آوریل ۱۹۸۹   |
| ۷۷  | پرو                        | ۲۱ جولای ۱۹۸۹   |
| ۷۸  | سنگاپور                    | ۱۲ ژانویه ۱۹۹۰  |
| ۷۹  | نامیبیا                    | ۱۱ آوریل ۱۹۹۰   |
| ۸۰  | مراکش                      | ۱۹۹۰            |
| ۸۱  | آفریقای جنوبی              | ۲۱ مه ۱۹۹۲      |
| ۸۲  | اندونزی                    | ۴ نوامبر ۱۹۹۳   |
| ۸۳  | اسلواکی                    | ۸ مه ۱۹۹۵       |
| ۸۴  | ویتنام                     | ۶ ژانویه ۱۹۹۸   |
| ۸۵  | فیلیپین                    | ۱۵ آوریل ۱۹۹۸   |
| ۸۶  | کلمبیا                     | ۱۷ آوریل ۱۹۹۸   |
| ۸۷  | کاستاریکا                  | ۱۷ آوریل ۱۹۹۸   |
| ۸۸  | اروگوئه                    | ۲۶ مه ۱۹۹۸      |
| ۸۹  | شیلی                       | ۲۵ اوت ۱۹۹۸     |
| ۹۰  | مقدونیه شمالی              | ۳ سپتامبر ۱۹۹۸  |
| ۹۱  | کرواسی                     | ۶ نوامبر ۱۹۹۸   |
| ۹۲  | آرژانتین                   | ۱۹ مه ۱۹۹۹      |
| ۹۳  | برونئی                     | ۳۰ مارس ۲۰۰۰    |
| ۹۴  | نیوزیلند                   | ۲۷ آوریل ۲۰۰۰   |
| ۹۵  | اوکراین                    | ۱ ژوئن ۲۰۰۰     |
| ۹۶  | سری‌لانکا                   | ۱۴ جولای ۲۰۰۰   |
| ۹۷  | لیتوانی                    | ۲۰ جولای ۲۰۰۰   |
| ۹۸  | تونس                       | ۱ دسامبر ۲۰۰۰   |
| ۹۹  | قطر                        | ۱۰ آوریل ۲۰۰۱   |
| ۱۰۰ | موریس                      | الگو:DTS        |
| ۱۰۱ | لبنان                      | ۲۸ مه ۲۰۰۲      |
| ۱۰۲ | لیبی                       | ۲۰ مارس ۲۰۰۳    |
| ۱۰۳ | قبرس                       | ۲۵ فوریه ۲۰۰۴   |
| ۱۰۴ | جمهوری ایرلند              | ۱۴ ژوئن ۲۰۰۵    |
| ۱۰۵ | مالت                       | ۱۱ آوریل ۲۰۰۶   |
| ۱۰۶ | سودان                      | ۱۵ نوامبر ۲۰۰۷  |
| ۱۰۷ | موناکو                     | ۱۵ جولای ۲۰۰۸   |
| ۱۰۸ | نپال                       | ۱۸ مه ۲۰۱۰      |
| ۱۰۹ | سان مارینو                 | ۳۰ نوامبر ۲۰۱۰  |
| ۱۱۰ | سیشل                       | ۲۵ ژانویه ۲۰۱۱  |
| ۱۱۱ | استونی                     | ۲۶ سپتامبر ۲۰۱۲ |
| ۱۱۲ | جمهوری آذربایجان           | ۲۸ سپتامبر ۲۰۱۲ |
| ۱۱۳ | ترینیداد و توباگو          | ۲ نوامبر ۲۰۱۲   |
| ۱۱۴ | گرجستان                    | ۲۳ سپتامبر ۲۰۱۳ |
| ۱۱۵ | مونته‌نگرو                  | ۲۳ سپتامبر ۲۰۱۳ |
| ۱۱۶ | لتونی                      | ۱۰ فوریه ۲۰۱۴   |
| ۱۱۷ | قزاقستان                   | ۲ آوریل ۲۰۱۵    |
| ۱۱۸ | اریتره                     | ۲۱ ژوئن ۲۰۱۵    |
| ۱۱۹ | بورکینافاسو                | ۱۴ آوریل ۲۰۱۶   |
| ۱۲۰ | موریتانی                   | ۹ مارس ۲۰۱۷     |
| ۱۲۱ | قرقیزستان                  | ۲۰ جولای ۲۰۱۷   |
| ۱۲۲ | نیجر                       | ۱۷ اوت ۲۰۱۷     |
| —   | دولت فلسطین                | ۲۳ نوامبر ۲۰۱۷  |
| ۱۲۳ | بلاروس                     | ۲۰۲۰            |
| ۱۲۴ | مالدیو                     | ۲۹ مارس ۲۰۲۱    |
| ۱۲۵ | عربستان سعودی              | ۲۰ اوت ۲۰۲۱     |
| —   | جزایر مالتا                | ۷ دسامبر ۲۰۲۱   |
| ۱۲۶ | جمهوری دومینیکن            | ۲ نوامبر ۲۰۲۳   |
| ۱۲۷ | بوتان (کشور)               | ۲۹ اکتبر ۲۰۲۴   |
| ۱۲۸ | بولیوی                     | ۸ نوامبر ۲۰۲۴   |
| ۱۲۹ | گرنادا                     | ۲۰۲۴            |
| ۱۳۰ | وانواتو                    | ۲۰۲۴            |
| ۱۳۱ | اردن                       | ۷ مه ۲۰۲۵       |
| ۱۳۲ | لوکزامبورگ                 | ناشناخته        |
| —   | جمهوری دموکراتیک عربی صحرا | ناشناخته        |

## روابط دوجانبه
| کشور                | تاریخ آغاز روابط رسمی        | توضیحات |
| ------------------- | ---------------------------- | --- |
| کانادا              | ۱۹۶۷                         | - روابط از طریق کمیسیون عالی کانادا در پرتوریا، آفریقای جنوبی برقرار است. - کانادا کنسول افتخاری در ماسرو دارد. - لسوتو از سال ۲۰۰۶ کمیسیون عالی در اتاوا دارد. - هر دو کشور عضو اتحادیه کشورهای همسود هستند. - نخست‌وزیر پیشین، پاکالیتا موسیسلی، با بورسیه کانادا تحصیل کرده‌است. |
| قبرس                | ۲۵ فوریهٔ ۲۰۰۴                | - روابط دیپلماتیک در این تاریخ برقرار شد. - قبرس از طریق کمیسیون عالی خود در پرتوریا نمایندگی دارد. - لسوتو از طریق کمیسیون عالی در لندن نمایندگی دارد. - هر دو کشور عضو اتحادیه کشورهای همسود هستند.                                                                             |
| فرانسه              |                              | نمایندگی از طریق سفارت فرانسه در پرتوریا و نمایندگی لسوتو از طریق سفارت در برلین. |
| آلمان               | ۱۹۶۶                         | - آلمان از طریق سفارت در پرتوریا نمایندگی دارد. - لسوتو سفارت در برلین دارد. |
| یونان               | ۳۱ ژانویه ۱۹۷۷               | - یونان از طریق سفارت خود در پرتوریا نمایندگی دارد. - لسوتو از طریق سفارت در رم، ایتالیا، نمایندگی دارد. |
| هند                 | ۸ ژوئن ۱۹۷۱                  | - هند از طریق کمیسیون عالی خود در پرتوریا نمایندگی دارد. - لسوتو کمیسیون عالی در دهلی نو دارد. |
| جمهوری ایرلند       | ۱۴ ژوئن ۲۰۰۵                 | - روابط قوی از دههٔ ۱۹۷۰. - ایرلند بزرگ‌ترین اهداکننده دوجانبه به لسوتو است. - کمک‌ها شامل خدمات پزشکی پروازی، آموزش، بهداشت و مبارزه با ایدز است. |
| مکزیک               | ۱۴ نوامبر ۱۹۷۵               | - لسوتو از طریق سفارت خود در واشینگتن به مکزیک اعتبار داده‌است. - مکزیک از طریق سفارت خود در پرتوریا نمایندگی دارد. |
| کره جنوبی           | ۷ دسامبر ۱۹۶۶                | - روابط از این تاریخ آغاز شد. در سال ۲۰۱۱ صادرات کره به لسوتو حدود ۲۷ میلیون دلار بود. |
| ترکیه               | ۱۹۸۰                         | - سفارت لسوتو در رم به ترکیه اعتبار داده شده‌است. - سفیر ترکیه در پرتوریا به لسوتو اعتبار دارد. |
| بریتانیا            | ۴ اکتبر ۱۹۶۶                 | - لسوتو کمیسیون عالی در لندن دارد. - بریتانیا در ماسرو کمیسیون عالی دارد. - هر دو کشور عضو کشورهای همسود و سازمان تجارت جهانی هستند. - توافقنامه سرمایه‌گذاری دوجانبه میان دو کشور وجود دارد.                                                                                      |
| ایالات متحده آمریکا | ۴ اکتبر ۱۹۶۶ و ۱۵ آوریل ۲۰۲۵ | - ایالات متحده یکی از اولین کشورهایی بود که پس از استقلال در ماسرو سفارت افتتاح کرد. - کمک‌های قابل توجه از سوی آمریکا شامل برنامه‌های فقرزدایی، بهداشت و آب‌رسانی از طریق «MCC» است. - شرکت استارلینک در سال ۲۰۲۵ مجوز فعالیت ۱۰ ساله در لسوتو دریافت کرد.                          |

## افراد سرشناس
- لِفا موکوتجو (۱۹۹۹–۲۰۰۵)، سفیر پادشاهی لسوتو در جمهوری خلق چین